# Pokémon Rubin- und Saphir-Edition
Pokémon Rubin-Edition und Pokémon Saphir-Edition (in Japan Pocket Monsters Ruby und Pocket Monsters Sapphire, ポケットモンスター ルビー・サファイア, Poketto Monsutā Rubī/Safaia) sind die ersten zwei Spiele der dritten Pokémon-Generation. Die Spiele wurden von Game Freak entwickelt und von Nintendo für den Game Boy Advance veröffentlicht. Die Spiele erschienen zunächst in Japan Ende 2002 und im Jahr 2003 auch in Nordamerika, Australien und Europa. Die Smaragd-Edition, eine Spezial-Edition, erschien zwei Jahre später. Diese drei Spiele (Die Rubin-Edition, die Saphir-Edition und die Smaragd-Edition) bilden zusammen mit der Feuerroten Edition und der Blattgrünen Edition die dritte Generation der Pokémon-Rollenspiel-Serie.
Die Spielmechanik hat sich gegenüber den Vorgängern kaum verändert; Der Spieler steuert den Protagonisten aus der Vogelperspektive und hat das Ziel, alle Pokémon zu fangen und die Top Vier zu besiegen. Erstmals gibt es auch Kämpfe, in denen 2 gegen 2 Pokémon kämpfen.

## Welt und Handlung
Die Rubin-Edition und die Saphir-Edition spielen in der fiktiven Region „Hoenn“, die auf der japanischen Region Kyūshū basiert. In dieser Region liegen 16 Städte und Dörfer und weitere Orte, die durch Routen miteinander verbunden sind.
Die Rubin-Edition und die Saphir-Edition spielen sich außerdem sehr linear; alle wichtigen Kämpfe geschehen in vorgegebener Reihenfolge. Der Protagonist/Die Protagonistin der Rubin-Edition und der Saphir-Edition ist ein Kind, das gerade mit seiner Mutter nach Wurzelheim gezogen ist. Zu Beginn des Spiels erhält man ein Pokémon von Professor Birk. Man kann zwischen den drei Pokémon Geckarbor, Flemmli und Hydropi wählen. Das Kind von Prof. Birk ist ebenfalls ein Pokémon-Trainer und der Rivale des Hauptcharakters, den man im Spiel des Öfteren bekämpft. Die zwei Hauptziele des Spiels sind, die acht Arena-Orden zu erringen, um anschließend die Top Vier zu besiegen und den Pokédex zu vervollständigen, indem man alle 200 Pokémon fängt oder durch Tausch und Entwicklung erhält.
Außerdem gibt es noch zahlreiche Nebenaufgaben, in denen der Spieler anderen Nicht-Spieler-Charakteren helfen kann und dadurch neue Items bekommt. Hinzu kommt eine große und tiefgehendere Handlung mit Team Magma oder Team Aqua, die das Klima von Hoenn verändern wollen. In der Rubin-Edition wollen die Bösewichte des Team Magma das legendäre Pokémon Groudon dazu benutzen, die Ozeane Hoenns auszutrocknen. In der Saphir-Edition hingegen versucht Team Aqua mithilfe des legendären Pokémon Kyogre, den Kontinent zu fluten.
Mit dem Item Äon-Ticket, welches von Nintendo verteilt wurde, kann man die Insel des Südens erreichen, wo man ein Latias/Latios fangen kann.

## Spielmechanik
Die Basis der Spielmechanik-Elemente ist größtenteils identisch mit der der Vorgänger. Man steuert den Hauptcharakter aus der Vogelperspektive. Der Spieler/die Spielerin beginnt das Spiel mit der Auswahl eines Pokémon und kann durch den Einsatz von Pokébällen weitere fangen. Das Starter-Pokémon und die eingefangenen Pokémon kann man nun in Kämpfen einsetzen, gegen Trainer oder wilde Pokémon. Wenn man in einen solchen Pokémon-Kampf gerät, ändert sich der Bildschirm in einen rundenbasierten Kampfbildschirm. Man hat während eines Kampfes neben Attacken auch die Möglichkeit, Items einzusetzen oder zu fliehen. Wenn die Kraftpunkte (KP) eines Pokémon auf Null sinken, wird das Pokémon kampfunfähig und kann nicht weiterkämpfen, es sei denn, der Spieler setzt einen „Beleber“ ein. Wenn man das gegnerische Pokémon besiegt, erhält das Eigene Erfahrungspunkte (EP) und man erhält gegebenenfalls Geld. Sobald man genug EP gesammelt hat, steigt das Pokémon einen Level auf und entwickelt sich ab einem gewissen Level.
Neben den Pokémon-Kämpfen ist das Fangen von Pokémon das wichtigste Spielmechanik-Element der Spiele. Während eines Kampfes mit einem wilden Pokémon, kann man einen Pokéball einsetzen um das Pokémon zu fangen. Ist man erfolgreich, wird das Pokémon der Party hinzugefügt oder es wird in eine Box des Trainers transferiert, wo man es später abholen kann, da man nur maximal sechs Pokémon bei sich haben kann. Die Chance ein Pokémon zu fangen erhöht sich, wenn man ihm vorher durch Attacken KP entzieht oder einen stärkeren Pokéball verwendet, z. B. einen Superball. Außerdem kann man zusätzlich den Zustand des wilden Pokémon durch Attacken verändern, z. B. dass es schläft.

### Neuerungen
Die wohl auffallendste Neuerung gegenüber den Vorgängern sind die „Doppelkämpfe“, in denen die sich gegenüberstehenden Spieler oder Charaktere mit zwei Pokémon gleichzeitig kämpfen. Des Weiteren besitzen die Pokémon ab diesen Spielen eins von 25 Wesen, welche bestimmte Vorteile und bestimmte Nachteile bei den Werten bieten (Hastig liefert z. B. mehr Punkte für Initiative dafür weniger Punkte bei Verteidigung). Außerdem besitzt nun jedes Pokémon bestimmte Spezialfähigkeiten, die ihm sowohl Vorteile als auch Nachteile in und außerhalb von Kämpfen gibt (Giftdorn z. B. kann den Gegner bei Berührung vergiften).
Ebenfalls gibt es sogenannte Wettbewerbe, bei denen man um die Schönheit der Pokémon in verschiedenen Kategorien kämpft. Hierfür gibt es neue Werte, welche man mit Pokériegeln steigern kann, und neue Werte für Attacken, welche man vorführen kann. Die Wettbewerbe sind jedoch nicht für die Story relevant.
Wie schon zuvor in der Goldenen Edition, der Silbernen Edition und der Kristall-Edition, gibt es auch in der Rubin-Edition und der Saphir-Edition eine einprogrammierte Uhr, die sich nach der realen Ortszeit richtet. Dies beeinflusst u. a. Ebbe oder Flut und das Wachstum der Pflanzen. Allerdings wird in der Rubin-Edition und der Saphir-Edition nicht mehr zwischen Tag und Nacht unterschieden. Deshalb hat die Zeit keinen Einfluss mehr auf das Auftauchen bestimmter Pokémon. Nach einem Jahr Spielzeit in der Rubin-Edition und der Saphir-Edition funktionieren die zeitbedingten Events nicht mehr, wodurch dann das Beeren-Update erfolgen muss.

## Entwicklung
Die Game-Boy-Advance-Spiele Rubin-Edition und Saphir-Edition wurden von Game Freak und Nintendo entwickelt. Als Direktor war Junichi Masuda tätig. Außerdem fungierte, wie schon in den Vorgängern, Ken Sugimori als Art Director. Auf die Frage, woher die Ideen für all die neuen Pokémon kämen, antwortete Sugimori, sie kämen von Kindheitserlebnissen in der Natur und dem Sammeln von Insekten sowie aus den Medien. Den Prozess der Kreation neuer Pokémon beschrieb Sugimori so, dass „als erstes das 'Design-Team' ein Insekt auswählt und so viele wichtige Elemente hinzufügt, dass es aussieht wie ein Pokémon.“ Masuda erklärte, dass Kommunikation die Grund-Philosophie aller Pokémon-Spiele ist; dies kommt in den Spielen durch das Tauschen von Pokémon aber auch durch Kämpfe mit anderen Spielern zum Ausdruck. Die „Doppelkämpfe“ stellen eine „neue Herausforderung“ dar, der Fokus soll aber weiterhin auf den Original Eins-gegen-Eins-Kämpfen liegen.
Die zwei Spiele (die Rubin-Edition und die Saphir-Edition) waren die ersten Pokémon-Spiele, die nicht alle Pokémon der Vorgänger beinhalteten. Sugimori sagte, dass das Team versucht hat, alle neuen Pokémon sowie Pokémon älterer Generationen in das Spiel einzufügen. Außerdem wollte man jedem Pokémon drei verschiedene „Schreie“ verleihen wollte, deren Einsatz von der Stimmung des jeweiligen Pokémon abhängig ist. Aber diese Neuerung konnte nicht realisiert werden aufgrund der beschränkten technischen Möglichkeiten.
Am 7. Mai 2014 wurden die Remakes von Rubin und Saphir Omega Rubin und Alpha Saphir offiziell von Game Freak für November 2014 angekündigt.

## Musik
Alle Audio-Inhalte der Rubin-Edition und der Saphir-Edition bestehen aus der Spielmusik; es gibt keine Sprachausgabe, die Dialoge sind im „Text“ zu lesen. Die Musik wurde von Junichi Masuda, Go Ichinose, Morichi Aoki und Morikazu Aold komponiert und ist außer den Stücken „Trick Master“ und „Slateport City“ instrumental. Der Soundtrack zum Spiel wurde in Japan am 26. April 2003 von Mediafactory veröffentlicht. Die CD landete für eine Woche auf dem 297. Platz in den Oricon-Charts.

## Rezeption
Die Rollenspiele Rubin-Edition und Saphir-Edition erhielten überwiegend positive Kritiken, vor allem die Grafik war besser als die der Vorgänger. Allerdings wurde bemängelt, dass sich das Gameplay seit den vorherigen Teilen nicht verbessert habe, sondern noch dasselbe sei. Trotzdem seien „die neuen Pokémon-Titel [...] sehr gute Rollenspiele“.
Auch wenn die Spiele nicht so erfolgreich waren wie ihre Vorgänger wurden sie immerhin 13 Millionen Mal verkauft und sind damit die meistverkauften Spiele für den Game Boy Advance.

## Pokémon Smaragd-Edition
Pokémon Smaragd-Edition ist eine Spezial-Version der 3. Generation der Pokémon-Rollenspielserie. Es handelt sich um eine erweiterte Version der Rubin-Edition und der Saphir-Edition und erschien am 16. September 2004 als Pocket Monsters Emerald (ポケットモンスター　エメラルド, Poketto Monsutā Emerarudo) in Japan; In Europa erschien das Spiel am 21. Oktober 2005.
Obwohl die Spielmechanik der Smaragd-Edition nahezu identisch mit dem der Rubin-Edition und der Saphir-Edition ist, bietet das Spiel viele Neuerungen.
So kann man, wie in Gold und Silber, mit verschiedenen Gegnern, denen man unterwegs begegnet, telefonieren. Die Handlung wurde etwas modifiziert. So sind diesmal Team Magma und Aqua im Spiel zwei rivalisierende Banden, welche der Protagonist bekämpfen muss. Wenn sich die Pokémon Groudon und Kyogre bekämpfen, muss man Rayquaza wecken, welches die Pokémon beruhigt. Nachdem man die Top Vier besiegt hat, kann der Spieler noch mehrmals gegen die Arenaleiter antreten, diesmal jedoch in einem „Doppelkampf“. Die wohl signifikanteste Neuerung gegenüber der Rubin-Edition und der Saphir-Edition ist die „Kampfzone“, eine erweiterte Version des „Duellturm“ aus der Rubin-Edition und der Saphir-Edition.
Ferner wurden mehrere Events hinzugefügt:
- Mit Alte Karte kann man auf der Ferneiland gelangen und dort ein Mew fangen.
- Mit Geheim-Ticket kann man auf den Nabelfels gelangen und ein Ho-Oh und ein Lugia fangen.
- Mit dem Item Aurora-Ticket kann man die Entstehungsinsel erreichen und ein Deoxys fangen.

Die Smaragd-Edition erhielt generell gute Kritiken. GameSpot vergab 7,5 von 10 Punkten; IGN gab dem Spiel eine „beeindruckende“ Bewertung von 8,0 von 10 möglichen Punkten. EuroGamer.net vergab an die Smaragd-Edition nur 6 von 10 Punkten. Obwohl Eurogamer die Smaragd-Edition für eine bessere Grafik und für einen anspruchsvolleren Spielverlauf lobte, kritisierte man, dass es nicht einmal zur Hälfte geändert im Vergleich zur vorherigen Version sei, sondern eher ein „Director’s Cut“. Die Smaragd-Edition war das 2. meistverkaufte Spiel in den USA für den Game Boy Advance im Jahr 2005.

## Pokémon Omega RubinundAlpha Saphir
Am 7. Mai 2014 wurden Pokémon Omega Rubin und Alpha Saphir, Neuauflagen der Spiele Pokémon Rubin und Saphir, vorgestellt, welche Ende November desselben Jahres erschienen. Bei den Neuauflagen kamen einige Funktionen wie die 3D-Grafik aus Pokémon X und Y und weitere Mega-Formen hinzu.